# Polerady (Ústí nad Labem)
Polerady é uma comuna checa localizada na região de Ústí nad Labem, distrito de Most.